# Martiri dei pontoni di Rochefort
I martiri dei pontoni di Rochefort sono un gruppo di 829 tra sacerdoti e religiosi tenuti prigionieri, durante la Rivoluzione Francese, nella stiva di due vecchie navi mercantili (pontoni) ancorate al largo del porto di Rochefort e morti di stenti tra il 1794 e il 1795. Per 64 degli 829 prigionieri fu possibile raccogliere documenti per il processo di canonizzazione e furono beatificati da papa Giovanni Paolo II nel 1995.

## I martiri
Di seguito, le date di morte e i nomi dei martiri.
- Il 19 maggio 1794 sulla nave-prigione Deux-Associés:
  - Jean-Baptiste-Xavier Loir (Giacomo Luigi da Besançon), sacerdote professo dell'Ordine dei Frati Minori Cappuccini, nato il 11 marzo 1720 a Besançon
- Il 21 maggio 1794 sulla nave-prigione Deux-Associés:
  - Jean Mopinot (fratel Leone), religioso lasalliano, nato il 12 dicembre 1724 a Rheims
- Il 1º giugno 1794 sulla nave-prigione Deux-Associés:
  - Jean-Baptiste-Ignace-Pierre Vernoy de Montjournal, sacerdote secolare del clero della diocesi di Moulins, nato il 17 novembre 1736 a Molins-sur-Aube
- Il 3 giugno 1794 sulla nave-prigione Deux-Associés:
  - Charles-René Collas du Bignon, della Compagnia dei Sacerdoti di San Sulpizio, nato il 25 agosto 1743 a Mayenne
- Il 9 giugno 1794 sulla nave-prigione Deux-Associés:
  - Joseph Imbert, sacerdote professo della Compagnia di Gesù, nato verso il 1719-1721 a Marsiglia
- Il 16 giugno 1794 sulla nave-prigione Deux-Associés:
  - Antoine Constant Auriel, sacerdote secolare del clero della diocesi di Cahors, nato il 19 aprile 1764 a Fajolles
- Il 17 giugno 1794 sulla nave-prigione Deux-Associés:
  - Philippe Papon, sacerdote secolare del clero della diocesi di Moulins, nato il 5 ottobre 1744 a Saint-Pourçain-sur-Sioule
- Il 21 giugno 1794 sulla nave-prigione Deux-Associés:
  - Jacques-Morelle Dupas, sacerdote secolare del clero della diocesi di Poitiers, nato il 10 novembre 1754 a Ruffec
- Il 26 giugno 1794 sulla nave-prigione Deux-Associés:
  - Raymond Petiniaud de Jourgnac, sacerdote secolare del clero della diocesi di Limoges, nato il 3 gennaio 1747 a Limoges
- Il 1º luglio 1794 sulla nave-prigione Deux-Associés:
  - Jean-Baptiste Duverneuil (padre Leonardo), sacerdote professo dell'Ordine dei Carmelitani Scalzi, nato probabilmente nel 1737 a Limoges
  - Pierre-Yrieix Labrouhe de Laborderie, sacerdote secolare del clero della diocesi di Limoges, nato il 24 maggio 1756 a Saint-Yrieix-la-Perche
- Il 6 luglio 1794 sulla nave-prigione Deux-Associés:
  - Augustin-Joseph Desgardin (frate Elia), dell'Ordine dei Cistercensi della Stretta Osservanza, nato il 21 dicembre 1750 a Hénin-Liétard
- Il 7 luglio 1794 sulla nave-prigione Deux-Associés:
  - Joseph Juge de Saint-Martin, della Compagnia dei Sacerdoti di San Sulpizio, nato il 14 giugno 1739 a Limoges
- Il 13 luglio 1794 sulla nave-prigione Deux-Associés:
  - Barthélemy Jarrige de La Morelie de Biars, sacerdote secolare del clero della diocesi di Limoges, nato il 18 marzo 1753 a Moutier
  - Louis-Armand-Joseph Adam, sacerdote professo dell'Ordine dei Frati Minori Conventuali, nato il 19 dicembre 1741 a Rouen
- Il 15 luglio 1794 sulla nave-prigione Deux-Associés:
  - Michel-Bernard Marchand, sacerdote secolare del clero della diocesi di Rouen, nato il 28 settembre 1749 a Le Havre
- Il 16 luglio 1794 sulla nave-prigione Deux-Associés:
  - Nicolas Savouret, sacerdote professo dell'Ordine dei Frati Minori Conventuali, nato il 27 febbraio 1773 a Jonvelle
  - Claude Beguignot, sacerdote professo dell'Ordine Certosino, nato il 19 settembre 1736 a Langres
- Il 18 luglio 1794 sulla nave-prigione Deux-Associés:
  - Jean-Baptiste de Bruxelles, sacerdote secolare del clero della diocesi di Limoges, nato il 12 settembre 1734 a Saint-Léonard-de-Noblat
- Il 21 luglio 1794 sulla nave-prigione Deux-Associés:
  - Gabriel Pergaud, sacerdote professo della Congregazione di Francia dei Canonici Regolari di Sant'Agostino, nato il 29 ottobre 1752 a Saint-Priest-la-Plaine
- Il 22 luglio 1794 sulla nave-prigione Deux-Associés:
  - Jacques Lombardie, sacerdote secolare del clero della diocesi di Limoges, nato il 1º dicembre 1737 a Limoges
- Il 25 luglio 1794 sulla nave-prigione Deux-Associés:
  - Michel-Louis Brulard, sacerdote professo dell'Ordine dei Carmelitani Scalzi, nato il 11 giugno 1758 a Chartres
- Il 26 luglio 1794 sulla nave-prigione Deux-Associés:
  - Marcel-Gaucher Labiche de Reignefort, sacerdote secolare del clero della diocesi di Limoges, nato il 3 novembre 1751 a Limoges
  - Pierre-Joseph Le Groing de la Romagère, sacerdote secolare del clero della diocesi di Bourges, nato il 28 giugno 1752 a Saint-Sauvier
- Il 29 luglio 1794 sulla nave-prigione Deux-Associés:
  - Charles-Antoine-Nicolas Ancel, sacerdote della Congregazione di Gesù e Maria, nato il 11 ottobre 1763 a Rouen
- Il 31 luglio 1794 sulla nave-prigione Deux-Associés:
  - Jean-François Jarrige de La Morelie de Breuil, sacerdote secolare del clero della diocesi di Limoges, nato il 11 gennaio 1752 a Saint-Yrieix-la-Perche
- Il 5 agosto 1794 sulla nave-prigione Deux-Associés:
  - Pierre-Michel Noël, sacerdote secolare del clero della diocesi di Rouen, nato il 23 febbraio 1754 a Pavilly
- Il 9 agosto 1794 sulla nave-prigione Deux-Associés:
  - Claude Richard, sacerdote professo dell'Ordine di San Benedetto, nato il 19 maggio 1741 a Lérouville
- Il 10 agosto 1794 sulla nave-prigione Deux-Associés:
  - Claude-Joseph Jouffret de Bonnefont, della Compagnia dei Sacerdoti di San Sulpizio, nato il 23 dicembre 1752 a Gannat
  - François François (padre Sebastiano da Nancy), sacerdote professo dell'Ordine dei Frati Minori Cappuccini, nato il 17 gennaio 1749 a Nancy
- Il 10 agosto 1794 sulla nave-prigione Washington:
  - Lazare Tiersot, sacerdote professo dell'Ordine Certosino, nato il 29 marzo 1739 a Semur-en-Auxois
- Il 11 agosto 1794 sulla nave-prigione Deux-Associés:
  - Jean-Georges Rehm (padre Tommaso), sacerdote professo dell'Ordine dei Frati Predicatori, nato il 21 aprile 1752 a Katzenthal
- Il 12 agosto 1794 sulla nave-prigione Deux-Associés:
  - Pierre Jarrige de La Morelie de Puyredon, sacerdote secolare del clero della diocesi di Limoges, nato il 19 aprile 1737 a Saint-Yrieix-la-Perche
- Il 13 agosto 1794 sulla nave-prigione Deux-Associés:
  - Pierre Gabilhaud, sacerdote secolare del clero della diocesi di Limoges, nato il 26 luglio 1747 a Pont-Saint-Martin
- Il 16 agosto 1794 sulla nave-prigione Washington:
  - Jean-Baptiste Menestrel, sacerdote secolare del clero della diocesi di Saint-Dié, nato il 5 dicembre 1748 a Serécourt
- Il 17 agosto 1794 sulla nave-prigione Deux-Associés:
  - Noël-Hilaire Le Conte, sacerdote secolare del clero della diocesi di Bourges, nato il 3 ottobre 1765 a Chartres
- Il 18 agosto 1794 sulla nave-prigione Deux-Associés:
  - Antoine Bannassat, sacerdote secolare del clero della diocesi di Limoges, nato il 20 maggio 1729 a Guéret
- Il 20 agosto 1794 sulla nave-prigione Deux-Associés:
  - Louis-François Lebrun, sacerdote professo della Congregazione di San Mauro, nato il 4 aprile 1744 a Rouen
  - Gervais-Protais Brunel, sacerdote professo dell'Ordine dei Cistercensi della Stretta Osservanza, nato il 18 giugno 1744 a Magnières
- Il 22 agosto 1794 sulla nave-prigione Deux-Associés:
  - Élie Leymarie de Laroche, sacerdote secolare del clero della diocesi di Verdun, nato l'8 gennaio 1758 a Annesse-et-Beaulieu
- Il 23 agosto 1794 sulla nave-prigione Deux-Associés:
  - Jean Bourdon (padre Protaso da Séez), sacerdote professo dell'Ordine dei Frati Minori Cappuccini, nato il 3 aprile 1747 a Séez
- Il 25 agosto 1794 sulla nave-prigione Deux-Associés:
  - Paul-Jean Charles (padre Palo), sacerdote professo dell'Ordine dei Cistercensi della Stretta Osservanza, nato il 29 settembre 1743 a Millery
- Il 26 agosto 1794 sulla nave-prigione Deux-Associés:
  - Jacques Retouret, sacerdote professo dell'Ordine della Beata Vergine del Monte Carmelo, nato il 15 settembre 1746 a Limoges
- Il 27 agosto 1794 sulla nave-prigione Deux-Associés:
  - Jean-Baptiste Souzy, sacerdote secolare del clero della diocesi di La Rochelle, nato il 24 marzo 1732 a La Rochelle
  - Jean Baptiste Guillaume (fratel Ulderico), religioso lasalliano, nato il 1º febbraio 1755 a Fraisans
- Il 28 agosto 1794 sulla nave-prigione Washington:
  - Charles-Arnould Hanus, sacerdote secolare del clero della diocesi di Verdun, nato il 18 ottobre 1723 a Nancy
- Il 29 agosto 1794 sulla nave-prigione Deux-Associés:
  - Louis-Wulphy Huppy, sacerdote secolare del clero della diocesi di Limoges, nato il 1º aprile 1767 a Rue
- Il 4 settembre 1794 sulla nave-prigione Washington:
  - Scipion-Jérôme Brigeat Lambert, sacerdote secolare del clero della diocesi di Avranches, nato il 9 giugno 1733 a Ligny-en-Barrois
- Il 5 settembre 1794 sulla nave-prigione Deux-Associés:
  - Florent Dumontet de Cardaillac, sacerdote secolare del clero della diocesi di Castres, nato l'8 febbraio 1749 a Saint-Médard
- Il 7 settembre 1794 sulla nave-prigione Deux-Associés:
  - Claude-Barnabé Laurent de Mascloux, sacerdote secolare del clero della diocesi di Limoges, nato il 11 giugno 1735 a Dorat
  - François d'Oudinot de La Boissière, sacerdote secolare del clero della diocesi di Limoges, nato il 3 settembre 1746 a Saint-Germain
- Il 10 settembre 1794 sulla nave-prigione Deux-Associés:
  - Jacques Gagnot (padre Uberto di San Claudio), sacerdote professo dell'Ordine dei Carmelitani Scalzi, nato il 9 febbraio 1753 a Frolois
- Il 11 settembre 1794 sulla nave-prigione Deux-Associés:
  - François Mayaudon, sacerdote secolare del clero della diocesi di Soissons, nato il 4 maggio 1739 a Terrasson
- Il 12 settembre 1794 sulla nave-prigione Deux-Associés:
  - Pierre-Sulpice-Christophe Faverge (fratel Ruggero), religioso lasalliano, nato il 25 luglio 1745 a Orléans
- Il 13 settembre 1794 sulla nave-prigione Washington:
  - Claude Dumonet, sacerdote secolare del clero della diocesi di Autun, nato il 2 febbraio 1747 a Prissé
- Il 14 settembre 1794 sulla nave-prigione Deux-Associés:
  - Claude Laplace, sacerdote secolare del clero della diocesi di Moulins, nato il 15 novembre 1725 a Bourbon-Lancy
- Il 22 settembre 1794 sulla nave-prigione Deux-Associés:
  - Joseph Marchandon, sacerdote secolare del clero della diocesi di Limoges, nato il 21 agosto 1745 a Bénévent
- Il 27 settembre 1794 sulla nave-prigione Deux-Associés:
  - Jean-Baptiste Laborie du Vivier, sacerdote secolare del clero della diocesi di Mâcon, nato il 19 settembre 1734 a Mâcon
- Il 30 settembre 1794 sulla nave-prigione Washington:
  - Jean-Nicolas Cordier, sacerdote professo della Compagnia di Gesù, nato il 3 dicembre 1710 a Saint-André
- Il 2 ottobre 1794 sulla nave-prigione Washington:
  - Georges-Edme René, sacerdote secolare del clero dell'arcidiocesi di Sens, nato il 16 novembre 1748 a Saint-Pierre-de-Vézelay
- Il 6 ottobre 1794 sulla nave-prigione Washington:
  - François Hunot, sacerdote secolare del clero dell'arcidiocesi di Sens, nato il 12 febbraio 1753 a Brienon-l'Archevêque
- Il 7 ottobre 1794 sulla nave-prigione Washington:
  - Jean Hunot, sacerdote secolare del clero dell'arcidiocesi di Sens, nato il 21 settembre 1742 a Brienon-l'Archevêque
- Il 17 novembre 1794 sulla nave-prigione Washington:
  - Sébastien-Loup Hunot, sacerdote secolare del clero dell'arcidiocesi di Sens, nato il 7 agosto 1745 a Brienon-l'Archevêque
- Il 23 febbraio 1795 sulla nave-prigione Washington:
  - Nicolas Tabouillot, sacerdote secolare del clero della diocesi di Verdun, nato il 16 febbraio 1745 a Bar-le-Duc